# 艾華路·尼格度
艾華路·尼格度·山齊士（西班牙語：Álvaro Negredo Sánchez，西班牙語發音：[ˈalβaɾo neˈɣɾeðo ˈsantʃeθ]，1985年8月20日—）是一名西班牙足球員，擔任前鋒，現效力於西乙球隊華拉度列。

## 職業生涯
尼格度由巴列卡诺青年隊出身，2005年轉投皇家馬德里B隊，攻入18個聯賽入球，但也無法阻止球隊降班。他給當時一隊的領隊卡比路留下深刻印象，參與了幾場皇馬的西班牙國王杯比賽，但仍閒置在板凳上。
2007年7月，尼格度被賣至西甲聯賽球隊艾美利亞，但皇家馬德里擁有回購權。2007-08年賽季，他為艾美利亞攻入了10個聯賽入球，2008-09年賽季攻入了19球。
2009年夏天，皇家馬德里行使回購權，以500萬歐元回購。但最終於2009年8月20日，塞維利亞以1,500萬歐元向皇馬羅致尼格度，簽約四年，皇馬在轉會合約中加入了附加條款，列明皇馬將有權在兩年內回購這名西班牙前鋒。
2013年7月18日，英超球會曼城從西甲球會塞維利亞簽入尼格度，轉會費據報為1,640萬英鎊另加以420萬英鎊表現金，合約為期四年。
2014年9月1日，西甲球會華倫西亞從英超球會曼城借入尼格度，為期一年。

## 國家隊
09年10月6日，尼格度首次入選西班牙国家足球队，出戰2010年世界盃外圍賽作客亞美利亞，代替因傷退隊的大卫·比利亚及丹尼·古爾沙。他在下半場早段後備入替費蘭度·托利斯，最終西班牙以2-1勝出。四天後，他在作客對波斯尼亞黑塞哥維那的賽事中首次正選上陣，取得兩個入球，最終以5-2獲勝，協助西班牙在10場小組賽取得全勝。

## 外部連結
- Soccerway資料庫：艾華路·尼格度
- 足球数据库：艾華路·尼格度的球员统计数据 （英文）
- 西甲職業數據 （西班牙文）
- Futbolme.com 尼格度檔案 （页面存档备份，存于） （西班牙文）